# Vétra VB
Le Vétra type VB représente une gamme de trolleybus commercialisée sous la marque Vétra, assemblage de caisses des constructeurs d'autobus Berliet, Renault ou plus tard Chausson, d'éléments de traction électriques Alsthom par Vétra à partir de 1946 jusqu'en 1964, année de disparition de l'entreprise.
Le type VB est un trolleybus Vétra de gabarit moyen de 75  à   80 places, de type B selon le classement gouvernemental de 1942, toujours en vigueur à l'époque, soit d'une longueur de 10 mètres, muni d'organes mécaniques (châssis, essieux, roues, pont..) Berliet, d'où le B de VBB ou Renault, d'où le R de VBR. La carrosserie de type « caisse-poutre » est fabriquée par des entreprises extérieures et le moteur est un modèle Alsthom.

## Prototypes TEB et série VBB
Le Vétra VBB est un modèle de trolleybus construit par Berliet pour le compte de Vétra, de type B et muni d'une carrosserie caisse-poutre et d'organes mécaniques (essieux, roues, transmissions, pont) fournis et montés par Berliet. Sa production s'échelonne de 1939 à 1947. Une variante améliorée, le type TEB 3 ou VBBh sort en 1948, disposant d'une plus grande hauteur sous plafond (+ 14 cm) pour un meilleur confort des passagers.
Le prototype reprend le diagramme général du CS 60 mais il bénéficie des nouvelles formes arrondies et plus modernes du  CS 60.2 sorti peu avant. Contrairement au CS 60.2 dont la porte avant est placée en arrière de la roue avant droite, le porte-à-faux avant du TEA permet d'y loger une porte à 2 vantaux. Il dispose de 2 portes pliantes simples à 2 vantaux.
Le TEA 1 sera livré à la CTAC de Casablanca au Maroc, en 1940. 

### LE TEB 1 / VBB 41 ou B 41
Le Vétra TEB, qui donne la série des VBB, apparaît pour la première fois en 1941. C'est la suite logique du prototype TEA 1. C'est un véhicule de 9,95 mètres de longueur et 2,45 m de largeur pour une capacité de 60 voyageurs. Le Vétra VBB 41 est construit par Berliet et il est le premier trolleybus équipé d'une cage grillagée derrière laquelle le receveur peut travailler en position assise. Un dispositif pneumatique lui permett de commander l'ouverture et la fermeture des portes arrière ; celle de l'avant, réservée à la descente, restant sous la responsabilité du conducteur. 
Dix exemplaires du TEB 1 sont commandés par la compagnie des tramways et autobus de Casablanca (CTAC) en 1941 mais ne peuvent être livrés pour cause de guerre et sont détournés en 1943 en partie sur Nice pour le compte des Tramways de Nice et du Littoral (TNL). À partir de 1946, les 10 TEB 1 commandés en 1941 sont récupérés par la CTAC de Casablanca et sont réformés entre 1968 et 1970.

### Le TEB 2 / VBB 47 ou B 47
Une 2ème série nommée Vétra TEB 2 ou VBB 47 chez Berliet ou encore B 47 TL est lancée en 1947. Ce véhicule dérive directement du TEB 1 mais avec une porte arrière double à 2 fois 2 vantaux, grâce à un porte-à-faux arrière rallongé de 10 cm, passant de 2,575 à 2,585 mètres. Le TEB 2 a une longueur de 10,10 m et toujours 2,45 m de large avec une capacité portée à 65 voyageurs. Les TEB 1 & 2 seront dénommés le plus couramment VBB. 
Un moyen simple pour distinguer facilement un TEB 1 de 1941 d'un TEB 2 de 1947 est de regarder le raccordement des montants des baies : s'ils sont droits, c'est un TEB 1, s'ils comportent des goussets arrondis, c'est un TEB 2.

### Le TEB 3 / VBB 48 ou B 48 ou VBBh
Une 3ème série voit le jour en 1948 nommée TEB 3 avec l'adjonction d'une porte simple au milieu de la caisse et un pavillon rehaussé de 14 cm offrant plus de confort aux passagers de grande taille et une surface vitrée plus importante. La capacité est fortement augmentée pour atteindre 84 voyageurs. Le TEB 3 est plus couramment dénommé Vétra VBBh.
| Caractéristiques / Type       | TEA 1            | TEB1 / B41        | TEB2 / B47 VBB   | TEB3 / B48 VBBh  | VBR              | TB 51          |
| ----------------------------- | ---------------- | ----------------- | ---------------- | ---------------- | ---------------- | -------------- |
| Années production             | 1940             | 1941-46           | 1947             | 1948             | 1946-47          | 1946           |
| Longueur (mm)                 | 9.660            | 9.950             | 10.100           | 9.950            | 9.950            | 9.950          |
| Largeur (mm)                  | 2.350            | 2.450             | 2.450            | 2.450            | 2.500            | 2.500          |
| Porte à faux avant (mm)       | 2.125            | 2.125             | 2.125            | 2.125            | 2.225            | 2.225          |
| Porte à faux arrière (mm)     | 2.575            | 2.575             | 2.585            | 2.585            | 2.575            | 2.575          |
| Empattement (mm)              | 4.600            | 5.200             | 5.200            | 5.200            | 5.200            | 5.200          |
| Hauteur pavillon (mm)         | 2.681            | 2.681             | 2.681            | 2.830            | 2.681            | 2.681          |
| Largeur porte AV (mm)         | 750              | 750               | 750              | 750              | 750              | 750            |
| Largeur porte AR              | 750              | 750               | 1.213            | 1.213            | 1.213            | 1.213          |
| Places assises/debout         | 22/38            | 28/32             | 26/39            | 20/64            | 26/46            | 28/47          |
| Moteur                        | Alsthom TA 505 D | Alsthom TA 505D/C | Alsthom TA 505 C | Alsthom TA 505 C | Alsthom TA 505 C | ČKD SZ2.OCB.8S |
| Puissance (maxi) continu (kW) | (55) 44          | (55) 44 / (74) 59 | (74) 59          | (74) 59          | (74) 59          | (80) 64        |
| Poids à vide (kg)             | 7.000            | 7.350             | 7.700            | 8.120            | 9.100            | 9.100          |

## Vétra VBR
Le Vétra VBR est un trolleybus assemblée par Vétra en 1946 et 1947. Trolleybus de type « B » de 10,0 mètres, il dispose de carrosseries caisse-poutre produites par plusieurs entreprises extérieures et d'un moteur de traction Alsthom type TA 505 C2 ou Jeumont C3 d'une puissance de 74 kW en unihoraire et de 59 kW en continu.
Le Vétra VBR est conçu en 1946. Les organes mécaniques proviennent des autobus Renault R 4150 et R 4151, c'est-à-dire du 215 D qui a été le premier autocar Renault produit après la guerre et la nationalisation de la société. Pour la première fois, un trolleybus français comporte trois portes, une double à quatre vantaux à l'arrière, une porte simple à deux vantaux au milieu et à l'avant.
Lors des Journées Techniques du trolleybus de Lyon en septembre 1946, la faible hauteur intérieure du VBR est jugée insuffisante pour assurer une vision correcte vers l'extérieur aux voyageurs debout et la ventilation intérieure apparaît nettement trop faible. Vétra en tirera rapidement des enseignements et présentera en 1948, le type VBRh, variante modernisée du VBR disposant d'une plus grande hauteur sous plafond pour un meilleur confort des passagers, passant de 1,96 m à 2,10 m soit une augmentation de 13,5 cm. Le VBB fabriqué sur une base Berliet suivra exactement la même évolution, avec l'apparition du VBBh en 1948.
Le type VBR et sa variante à plafond surélevé VBRh sont presque les frères jumeaux des VBB et VBBh construits sur une base Berliet. La présence d'un carénage des embases de perches permet de distinguer un VBRh d'un VBR ou d'un VBB.
Au total, 150 VBR sont produits dont 60 vendus en France métropolitaine, 30 en Algérie, 10 en Espagne et 45 dans divers pays de l'Est, notamment en Tchécoslovaquie, assemblés en CKS avec des équipements électriques locaux, et en Pologne.

### Vétra VBR version tchécoslovaque ČKD-TATRA
Peu après la Libération, Vétra vend des véhicules à différents pays d'Europe de l'Est : Pologne et Tchécoslovaquie. En Tchécoslovaquie, cinq villes se regroupent pour passer commande de 35 trolleybus type VBR : Ceskè-Budejovice (12 exemplaires), Děčín (4), Zlín (8), Hradec Králové (5) et Jihlava (6). L'accord signé prévoit la fourniture des équipements électriques dont le moteur, par le constructeur local ČKD-TATRA, avec des organes de roulement Renault montés dans une caisse-poutre fabriquée par la carrosserie Fernand Genève à Ivry-sur-Seine. Ces VBR sont équipés par ČKD d'un moteur type SZ2-OCB-8-s. Ce modèle est baptisé TB 51. Ce sont les derniers exemplaires VBR construits, ils gardent encore une « caisse basse » mais sont équipés du train-avant élargi des futurs VBRh.

### Vétra VBRh

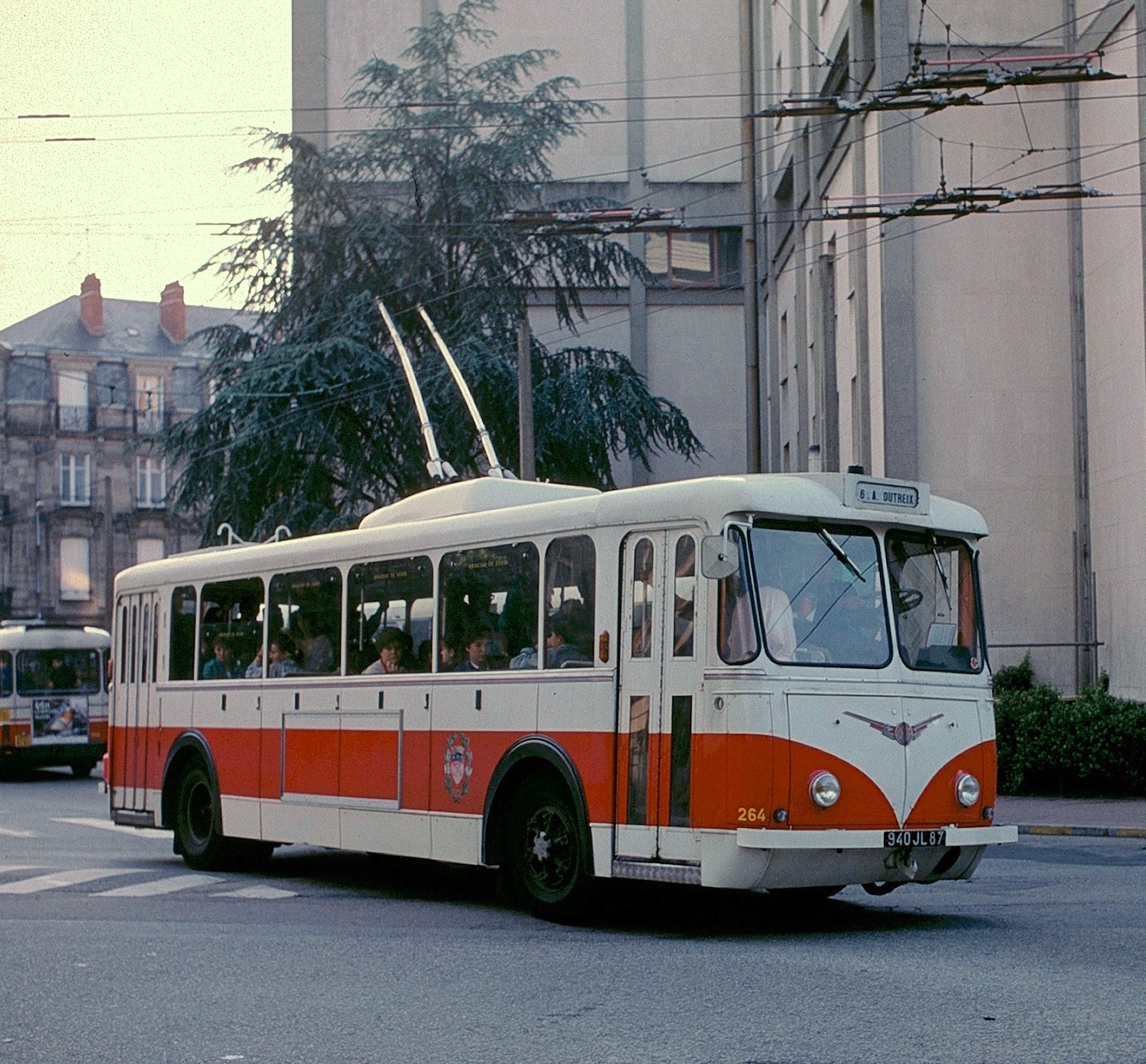
Trolleybus Vétra VBRh à Limoges

Le Vétra VBRh est un modèle de trolleybus commercialisé sous la marque Vétra à partir de 1948. C'est l'assemblage de caisses produites en très grande partie par la carrosserie Fernand Genève avec des organes mécaniques  du constructeur d'autobus Renault et d'éléments de traction électriques Alsthom.
Lors des Journées Techniques du trolleybus de Lyon en septembre 1946, il est reproché au VBR une hauteur intérieure et une ventilation insuffisantes, sources d'inconfort pour les passagers ;  Vétra en tire rapidement des enseignements et présente, en 1948, le VBRh. Le véhicule est toujours construit sur des organes mécaniques Renault, mais c'est une variante améliorée du VBR disposant d'une plus grande hauteur sous plafond (+ 14 cm).
Les VBRh sont fabriqués jusqu'en 1954 en 287 exemplaires. Comme sur les VBR, le moteur est le classique Alsthom TA 505 C de 100 ch, mais sur les VBRh il est remplacé par un moteur plus puissant Alsthom TD 624 développant 130 ch, soit une puissance unihoraire de 96 kW et une puissance continue de 77 kW. En option, l'ancien moteur Alsthom est toujours disponible ; la plupart des VBRh sont d'ailleurs livrés avec l'ancien moteur TA 505 C par souci d'unification dans les ateliers de maintenance.

Vétra VBRh aux couleurs du réseau de Tours.

### VBR de la RMTT
La régie mixte des transports toulonnais (RMTT) de Toulon crée une variante VBR à partir de ses anciens trolleybus VBRh. En 1966-1967, les 10 Vétra VBRh toulonnais sont entièrement « désossés » par les mécanos du dépôt de Brunet, les caisses sont démontées, les structures sont remises à neuf et reçoivent des faces avant et diverses pièces provenant d'autobus Berliet PH 100. Ces véhicules sont équipés à l'arrière de la suspension Airlam des camions Berliet Stradair. Ces modèles sont structurellement fragiles et à partir de 1972, ils comment à donner d'importants signes de fatigue au niveau des porte-à-faux avant et arrière en raison du cintrage important des caisses.

## Vétra VBC
À partir de 1954, Vétra, qui est devenue une société d'ingénierie de conception de trolleybus, réfléchit à la possibilité de faire construire des trolleybus sur des bases d'autobus Chausson du type APU ou APV, dérivé de l'APH 52. Ce type est baptisé VBC avec V pour Vétra, B pour type B ce qui correspond à un véhicule de 10 mètres de long et C pour Chausson.